# 坂本三成
坂本 三成（さかもと みつなり、1969年4月19日 - ）は、日本の俳優。青森県出身。身長181cm。体重76kg。血液型AB型。趣味はテニス、ゴルフ。特技は英語、津軽弁。好きな色は緑。リミックス所属。
スカウトがきっかけで、2001年に舞台『セブン アゲンスト シーブス』でデビュー。

## 出演

### 映画
- 7ways (2022年 神威杏次 監督)  銀次 役
- MOONLIGHT DINER (2021年　神威杏次監督）沢村 役
- アイドルスナイパー THE MOVIE（2020年10月3日、K-Network Family） - J・スミス 役[1]
- SMOKY & BITTER　(2020年　神威杏次 監督）　安藤 役
- カイジ3（2020年1月10日公開　佐藤東弥 監督）　黒崎の友人 役
- 唐人街探案3（2020年1月25日中国公開 陳 思誠 監督）   黒龍会組員 役
- Heart boiled fiction　(2019年　神威杏次 監督）倉岡 役
- Anna　(2019年　神威杏次 監督）謎の殺し屋 役
- My girl　(2018年　神威杏次 監督)　よっちゃん 役
- 闇金ウシジマくん ザ・ファイナル(2016年 山口雅俊 監督)
- 闇金ウシジマくん part3 (2016年 山口雅俊 監督)
- デトロイト・メタル・シティ　（2008年　李闘士男 監督）
- アンフェア　the movie　（2007年　小林義則 監督）
- The Winds of God〜KAMIKAZE（2006年 今井雅之 監督）　林中尉 役

### ドラマ
- ユーチューバーに娘はやらん！　（2022年, テレビ東京）青森のおじさん　役
- TOKYO VICE (2022年 wow wow他)
- 全裸監督～THE EMPEROR OF PORN～（2019年8月8日　Netflix　全世界配信）
- 黒澤明ドラマスペシャル 野良犬（2013年、テレビ朝日）やくざの男 役
- ラッキーセブン　（2012年　フジテレビ）　誘拐犯 役
- 大魔神カノン（2010年、テレビ東京）　隣の男 役
- セレブと貧乏太郎（2008年、フジテレビ）　銀乃丞 役
- シバトラ第5話（2008年、フジテレビ）　刑事 役
- 浅見光彦シリーズ25〜姫島殺人事件(2008年、TBS）　木堂 役
- 花ざかりの君たちへ〜イケメン♂パラダイス第5話（2007年、フジテレビ）東村山 役
- LIAR GAME（2007年、フジテレビ）　西野隆彦 役
- 松本清張 わるいやつら第8話（2007年、テレビ朝日）執行官 役
- アンフェア the special コード・ブレーキングー暗号解読（2006年、フジテレビ）殺し屋 役
- 松本清張 けものみち（2006年、テレビ朝日）　秘書 役
- 松本清張スペシャル・黒い樹海（2005年、フジテレビ）
- 黒革の手帖SP〜白い闇（2005年、テレビ朝日）　SP 役
- 松本清張 黒革の手帖(2004年、テレビ朝日）　SP 役
- 世にも奇妙な物語[地獄は満員]（2004年、フジテレビ）　そこの人 役

### 舞台
- 走馬灯のバラッド (2023年11月、阿佐ヶ谷シアターシャイン)  松崎圭吾 役     脚本 脇本ゆかり   演出 滝沢正光
- 塔の上のランウェイダンス(2023年10月、日暮里サニーホール)  浅野 役     脚本 保木本桂子  演出 角川裕明
- ミュージカル ターニングポイント(2023年9月、銀座博品館劇場) 武林 役    作・演出 是枝正彦
- ホタルの夜明け (2023年8月、下北沢 劇・小劇場)  宮沢瑛士 役   作・演出  朝枝知紘
- 昭和残照伝々・悲恋  (2022年12月、渋谷伝承ホール)  龍尾 役    作・演出 大谷 朗
- 青春一年生  (2022年11月、阿佐ヶ谷シアターシャイン) 黒沢正義 役   作・演出 滝沢正光
- サムガールズ（2022年4月、渋谷伝承ホール）山下幸一 役　作・演出　甲斐智陽
- 岩げんと版 四谷怪談 (2022年2月)　男　役       作・演出 岩げんと
- 息吹の瞬間　（2021年10月、新宿THEATRE BRATS）露土医師 役　作・演出　甲斐智陽
- ゴーストたちの憂鬱　（2021年7月、シアターグリーンBIG TREE THEATER）やくざ 役　作・演出　萩庭貞明
- 誓い　～奇跡のシンガー～（2019年12月、スクエア荏原　ひらつかホール） 宮田隆一 役　作・演出　甲斐智陽
- 本格時代劇「光と海と　光秀と五右衛門」（2019年10月、渋谷伝承ホール）織田信長 役　 脚本　田中貴大    演出　鼓太郎
- ～永遠の愛～　阿国・山三（2019年5月、銀座・博品館劇場）大牙 役　 脚本・演出　さとうしょう
- 見えない人たち（2019年3月、築地ブディストホール）パパ 役　 作・演出　是枝正彦
- 獰猛犬（2018年12月、武蔵野芸術劇場）銀ちゃん 役　脚本　神威杏次　演出　重井貢治
- マリアさん、虹が見えますか？（2018年10月、北とぴあ）山田事務長、谷崎医師 役　演出　吉田一夫
- 曼珠沙華（2018年9月、武蔵野芸術劇場）長者 役　作・演出　麻生敬太郎
- 夢に向かって（2018年6月、築地ブディストホール）順之介 役　作・演出　是枝正彦
- 風雪の城　～Ｌｅａｒ～（2018年4月、渋谷伝承ホール）黒岩亜星 役　脚本　川手ふきの　演出・鼓太郎
- ＯＨ ＭＹ ＧＯＤ 2018（2018年1月、築地ブディストホール）作・演出・是枝正彦
- 夏の夜の夢（2017年11月、池袋あうるすぽっと） ボトム 役　作　W・シェークスピア　演出・野崎美子
- 虹彩～IRIS～(2017年4月,　武蔵野芸能劇場) 　ウエスト 役　脚本　神威杏次　演出　新里哲太郎
- ハムレット（2016年12月、スタジオアマデウス）　クローディアス 役　作　W・シェークスピア　脚本・演出　紀里谷和明
- ドキドキしたい（2015年11月、サムロータイレストラン）男 役 　原作・森瑤子 　演出・坂本三成・若月小百合
- イキザマ3（2015年9月、「劇」小劇場）　橋野隆太 役　作・演出　松本　匠
- MOTEL（2015年8月、武蔵野芸能劇場）千葉 役　作　神威杏次　演出　串田杢哉
- ある脳科学者の狂詩曲（2015年、東新宿GUNNKANギャラリー1F）ニーナ 役　作・演出　大住真梨子
- 誰もいない国 (2012年,　シアター711）ブリグス 役 　作・ハロルド・ピンター 　演出・吉岩正晴
- purelude（2012年、SuperDeluxe)  ニーナ 役  　作・演出 LADY GROVE
- サロメ（2012年、新国立劇場　中劇場）ギリシャ人 役 　作・オスカーワイルド 　演出・宮本亜門
- 太陽に灼かれて（2011年、天王洲　銀河劇場）殺し屋 役 　脚色 ピーター・フラナリー 　演出・栗山民也
- カエサル (2010年、日生劇場）兵士 役 　作・斎藤雅文　演出・栗山民也
- アセンション・ミロク（2010年、池袋あうるすぽっと）大河内徹太郎 役 　作･演出　上杉祥三
- アセンション2012（2010年、シアターモリエール）大天狗 役 　作・演出　上杉祥三
- うちき（2009年、シアター711）　遠藤盛遠役 　作・柏戸比呂子　演出・吉岩正晴
- 命を弄ぶ男二人（2009年、アートシアターかもめ座）包帯の男 役 　作・岸田國士　演出・野崎美子
- bites 旗揚げ第一回公演「なまもの」（2009年、福岡、くうきプロジェクト　ワンコイン実験シアター）演出・野崎美子
- あたっくNo.1（2006年、東京芸術劇場　小ホール2）　渡久保主計長 役　作　樫田正剛　演出・松田秀和
- あたっくNo.1（2005年、ヴァーシティホール）　村松軍医大尉 役　作　樫田正剛　演出・松田秀知
- トロイヤの女（2002年、富山、オーバード芸術劇場）　熊、兵士 役　演出・エレン・ステュワート
- セグリヤ（2002年、ニューヨーク、ラ・ママ実験劇場）　患者 役　作・演出・SHIGEKO SUGA
- ディオニソス（2002年、ニューヨーク、ラ・ママ実験劇場）　リカリジャス 役　作・演出・エレン・ステュワート
- セブン アゲンスト シーブス（2001年、ニューヨーク、ラ・ママ実験劇場）オイディプス王 役　作・演出・エレン・ステュワート

### CM
- 「SK-Ⅱ」酒造り職人 杜氏 役 2019年6月  　共演：渡辺直美、ジェームズ・コーデン、ジョン・レジェンド、タン・ウェイ
- 「ロゼッタストーン 」英語ウマッ 篇 大将 役 2020年1月

## 受賞歴
- ロンドン国際映画祭2021　外国語映画最優秀助演男優賞（SMOKEY & BITTER)
- 第一回　フィルムフェストインターナショナル　パリ2022　外国語映画最優秀俳優賞（MOONLIGHT DINER)